# Якусіма (Каґосіма)
Якусі́ма (яп. 屋久島町, やくしまちょう, МФА: [jaku̥ɕima t͡ɕoː]) — містечко в Японії, в повіті Кумаґе префектури Каґосіма. Розташоване в межах острова Якусіма на півдні префектури, в Східно-Китайському морі. Отримало статус містечка 1959 року. Площа становить 541,00 км². Станом на 1 липня 2012 року населення складало 13 433 осіб, густота населення — 24,8 осіб/км².
Острів Якусіма належить до світової спадщини ЮНЕСКО в Японії

## Клімат
Містечко знаходиться у зоні, котра характеризується вологим субтропічним кліматом. Найтепліший місяць — серпень із середньою температурою 29.98 °C. Найхолодніший місяць — січень, із середньою температурою 9.04 °С.
| Клімат Якусіми               | Клімат Якусіми | Клімат Якусіми | Клімат Якусіми | Клімат Якусіми | Клімат Якусіми | Клімат Якусіми | Клімат Якусіми | Клімат Якусіми | Клімат Якусіми | Клімат Якусіми | Клімат Якусіми | Клімат Якусіми | Клімат Якусіми |
| Показник                     | Січ.           | Лют.           | Бер.           | Квіт.          | Трав.          | Черв.          | Лип.           | Серп.          | Вер.           | Жовт.          | Лист.          | Груд.          | Рік            |
| Абсолютний максимум, °C      | 20,2           | 22,3           | 24,4           | 28,7           | 32,9           | 31,9           | 37,2           | 40,4           | 35,1           | 31,9           | 26,6           | 23,4           | 40,4           |
| Середній максимум, °C        | 11,5           | 13             | 16,2           | 20,3           | 24,8           | 26,7           | 30,7           | 32,6           | 29,6           | 25,2           | 19,6           | 13,6           | 22             |
| Середня температура, °C      | 9              | 10,4           | 13,5           | 17,7           | 22,1           | 24,7           | 28,6           | 30             | 26,9           | 22,3           | 17             | 11,1           | 19,4           |
| Середній мінімум, °C         | 5,4            | 6,4            | 8,8            | 12,8           | 17,1           | 21             | 24,6           | 25,7           | 23             | 18,1           | 13,1           | 7,6            | 15,3           |
| Абсолютний мінімум, °C       | −3,2           | −2,1           | 1,1            | 5,3            | 9,6            | 12,8           | 13,8           | 15,9           | 14,9           | 11,7           | 5,3            | 1,1            | −3,2           |
| Норма опадів, мм             | 45.4           | 102.1          | 96.5           | 102.4          | 139.3          | 324.1          | 316.8          | 120.7          | 148.2          | 58.1           | 58.1           | 55.4           | 1567.1         |
| Днів з опадами               | 6,8            | 10,2           | 11,7           | 10,5           | 9,7            | 18,8           | 18,7           | 13,1           | 15,2           | 7,1            | 8,2            | 6,4            | 136,4          |
| Вологість повітря, %         | 79.1           | 80.2           | 79.1           | 80.4           | 83.1           | 92.6           | 91.5           | 86.4           | 86.5           | 81.7           | 81.3           | 79.7           | 83.5           |
| ---------------------------- | -------------- | -------------- | -------------- | -------------- | -------------- | -------------- | -------------- | -------------- | -------------- | -------------- | -------------- | -------------- | -------------- |
| Джерело: Weather and Climate |                |                |                |                |                |                |                |                |                |                |                |                |                |